# رومان هينريتش
رومان هينريتش (بالفرنسية: Romain Heinrich)‏ هو لاعب دفع الجلة فرنسي، ولد في 30 يناير 1990 في كولمار في فرنسا.

## وصلات خارجية
- رومان هينريتش على موقع الاتحاد الدولي لألعاب القوى (الإنجليزية)
- رومان هينريتش على موقع IBSF (الإنجليزية)
- رومان هينريتش على موقع اللجنة الأولمبية الدولية (الإنجليزية)
- رومان هينريتش على موقع أوليمبيديا (الإنجليزية)
- رومان هينريتش على موقع اللجنة الأولمبية الفرنسية (مؤرشف) (الفرنسية)